# گرس‌المروده
شهر گرس‌المرودهدر ایالت هسن در کشور آلمان واقع شده‌است.